# 陳璧 (正德進士)
陳璧（1481年—？），字天瑞，號湖山，浙江寧波府鄞縣人，匠籍，明朝政治人物。

## 生平
正德十一年（1516年）丙子科浙江鄉試第六十七名舉人，十二年（1517年）中式丁丑科會試第二十二名，二甲第六名進士。禮部觀政，授滁州知州，升戶部員外郎，升刑部郎中，出為江西按察司僉事，調四川按察司僉事，致仕。

## 家族
曾祖陳子初；祖父陳勗華；父陳容。母吳氏；繼母丁氏。